# Димитър Костов (дипломат)
Вижте пояснителната страница за други личности с името Димитър Костов.
Димитър Цветков Костов е български дипломат.

## Биография
Завършва право в Юридическия факултет на Софийския университет (1955) и Дипломатическата академия в Москва (1964).
На работа е като дипломат в Министерството на външните работи от юни 1964 до септември 1992 г., включително като началник на Управление „ООН и разоръжаване“ (1982 – 1988).
Задгранични дипломатически мандати:
- трети секретар и член на делегацията на Конференцията по разоръжаване в Женева (1964 – 1968),
- втори секретар в постоянното представителство в ООН, Ню Йорк (1968 – 1972),
- заместник постоянен представител с ранг посланик в ООН, Ню Йорк (1977 – 1982),
- постоянен представител в Женева и в Ню Йорк (1988 – 1992).

Специализирал се по международните организации, Димитър Костов участва в редица международни конференции – по разоръжаването, по изработване на Договора за космическото пространство от 1967 г., в подготовката на Конференцията по морско право като заместник-председател на спомагателния орган Специален комитет по определяне на понятието „агресия“, подготовката на Съвещанието за сигурност и сътрудничество в Европа, Специалния комитет за забрана на употребата на сила, Конференцията в Киото по забрана на ядреното оръжие, 15 редовни сесии на Общото събрание на ООН (1967 – 1990) и др.
Заема изборни длъжности в международни организации: заместник-председател на Икономическия и социален съвет на ООН (ИКОСОС) и председател на Социалния комитет, заместник-председател на Специалния комитет по неупотреба на сила, председател на Комисията по разоръжаване на ООН (1986 – 1987).
Член е на Българското дипломатическо дружество, член на Управителния му съвет, както и негов председател до ноември 2013 г.
Автор е на книгата „Многостранна дипломация“ (2012). Владее английски, френски и руски език.